# Sake (Rwanda)
Sake is een stad in het zuidoosten van Rwanda. Ook is Sake een van de 14 sectoren (imirenge) van het district Ngoma.
De stad ligt aan de oevers van het meer Lac Sake en Lac Mugesera.

## Koffie
Rondom Sake wordt koffie verbouwd. Een industrie waarin circa 2.500 inwoners werk vinden.

## Politieke indeling

De sectors van Rwanda

Sake is een sector (imirenge) in het district Ngoma. Het sector kantoor voor de sector Sake ligt in de stad Sake. De sector Sake is weer opgedeeld in vier cellen (akagari): Rukoma, Nkanga, Kibonde en Gafunzo.

## Klimaat
Sake ligt in een gebied met een Tropisch savanneklimaat (Köppen: Aw). Het hele jaar is het tropisch, met een duidelijke drogere periode.
De temperatuur ligt tussen de 25 en 30 graden Celsius overdag en rond de 15 graden in de nacht. Deze temperatuur blijft zeer constant door het jaar heen.
Er valt tussen de 1000 en 1600 mm regen per jaar. In de zomer valt er doorgaans veel minder regen dan in het voor- of najaar.

## Vervoer
Sake ligt op een mogelijke route voor de Rwanda-spoorlijn die in 2009 werd overwogen. Deze plannen zijn ten tijde van 2021 nog niet uitgevoerd.